# Miljöklassning
Den här artikeln handlar om byggnader. För miljöklassning av fordon, se miljöfordon.
Miljöklassning av byggnader är en bedömning av ekologisk byggnadsteknik och den totala miljöpåverkan som en byggnad orsakar. Arbetet med att ta fram verktyg för att kunna genomföra miljöklassningar och har pågått sedan början av 1990-talet då brittiska BRE utvecklade BREEAM. Idéerna spred sig snabbt och ett internationellt samarbete startade för att nå en gemensam standard för miljöklassningar. Detta lyckade dock inte utan istället har olika aktörer utvecklat sina egna modeller. Idag finns det hundratals olika metoder. I Sverige finns bland annat EcoEffect och Bygga-bo-dialogens miljöklassning.

## Internationella system
Tre miljöklassningssystem har fått internationell spridning. BREEAM är det i särklass största systemet med över 110 000 klassade byggnader och 700 000 registrerade. Under det senaste året har BREEAM utvecklats i en holländsk version av Dutch Green Buildning Council. Branschorganisationer i bland annat Frankrike, Irland, Turkiet, Ryssland och Spanien arbetar med att ta fram nationella BREEAM-versioner.
Amerikanska LEED, som utvecklades 1999 av US Green Building Council, har fått en spridning i vissa amerikanska länder samt Indien. Även om LEED från början härstammar från BREEAM är det helt omarbetat för att passa amerikanska standarder och förhållanden. 2000 byggnader är klassade enligt LEED och runt 30 000 är registrerade för att klassas.
Green Star är utvecklat i Australien men har även spridit sig till Nya Zeeland och Sydafrika.